# Joel E. Hendricks
Joel Evans Hendricks (1818-1893), segons algunes fonts Joel Emanuel Hendricks, va ser un matemàtic estatunidenc.

## Vida i Obra
Fill d'una família de grangers que es van bellugar per Nova Jersey, Pennsilvània, Indiana i Ohio, Hendricks només va assistir a l'escola de forma irregular, però el seu interès per les matemàtiques i la seva dedicació a l'estudi, li van permetre de ser professor de matemàtiques en diversos pobles d'aquests estats. A partir de 1840 va començar a treballar de topògraf.
Després d'uns anys vivint a Newville (Indiana), el 1864 es va instal·lar definitivament a Des Moines (Iowa) on va morir.
Hendricks és conegut per haver estat el fundador d'una de les més prestigioses revistes matemàtiques estatunidenques: The Analyst, que el 1883 va canviar de nom per Annals of Mathematics i encara es continua publicant avui en dia editada pel Institut d'Estudis Avançats de Princeton.